# Göteborg–Tingstad–Sannegårdens järnväg
Göteborg–Tingstad–Sannegårdens järnväg var en kommunal hamnbana med uteslutande godstrafik på Hisingen.
Göteborg–Tingstad–Sannegårdens järnväg erhöll koncession den 31 december 1907 och öppnades den 3 januari 1914. Banan, som ägdes av Göteborgs stad, var ursprungligen tre kilometer lång, sträckte sig från Tingstad till Sannegårdshamnen och trafikerades av Statens Järnvägar. Den utbyggdes senare så att den totala sträckan från Göteborg till Volvos Torslandaverken blev elva kilometer. 
Hamnbanan ingår sedan den 1 januari 1998 i Göteborgs hamnbana och förstatligades den 1 januari 1999. Sträckan Skandiahamnen–Torslandaverken ägs dock av Volvo.
År 1914 lastades och lossades 84 154 järnvägsvagnar på Göteborg–Tingstad–Sannegårdens järnväg, och 1940 var den siffran 77 525 järnvägsvagnar.